# Lothar Berg (Mathematiker)

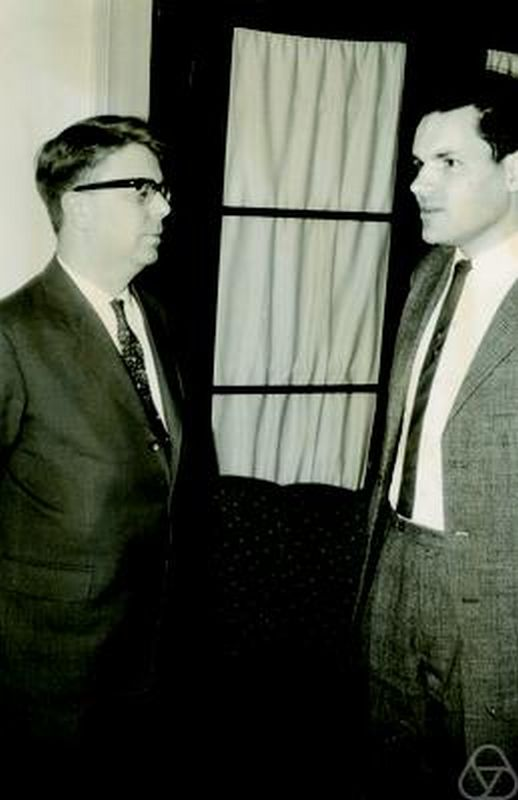
Wolfgang Engel (links) mit Lothar Berg (rechts), Rostock 1967

Lothar Berg (* 28. Juli 1930 in Stettin; † 27. Juli 2015 in Rostock) war ein deutscher Mathematiker und Hochschullehrer.

## Leben
Lothar Berg machte 1949 in Neustrelitz Abitur und studierte danach Mathematik und Physik an der Universität Rostock. 1953 begann er eine zweijährige Aspirantur an der Universität Rostock. 1955 wurde er bei Ludwig Holzer  und Hans Schubert promoviert (Allgemeine Kriterien zur Massbestimmung Linearer Punktmengen). Lothar Berg ging dann als Oberassistent (ab 1958 Hochschuldozent) an die Technische Hochschule für Elektrotechnik in Ilmenau.
Von 1959 bis 1965 war Berg Professor für Mathematik an der Universität Halle. Von 1965 bis zu seinem Ruhestand im Jahre 1996 war er Professor für Analysis an der Universität Rostock. Er begleitete eine Vielzahl von jungen Mathematikern bei ihrer Forschungsarbeit. Zu seinen Studenten gehörten unter anderem die späteren Hochschullehrer Karl-Heinz Kutschke, Manfred Tasche, Manfred Krüppel und Dieter Schott.
Lothar Berg war von 1981 bis 1990 Vorstandsmitglied der Mathematischen Gesellschaft der DDR und von 1970 bis zu seinem Tode Mitglied der Leopoldina.

## Schriften
- Einführung in die Operatorenrechnung. Berlin 1962
- Asymptotische Darstellungen und Entwicklungen (= Hochschulbücher für Mathematik. Bd. 66). Berlin 1968
- Operatorenrechnung I. Algebraische Methoden. Berlin 1972
- Operatorenrechnung II. Funktionentheoretische Methoden. Berlin 1974
- Differenzengleichungen zweiter Ordnung mit Anwendungen. Berlin 1979
- Lineare Gleichungssysteme mit Bandstruktur. Berlin 1986

## Übersetzungen
- Summen-, Produkt- und Integral-Tafeln aka „Gradshteyn-Ryzhik“
- Lehrgang der höheren Mathematik aka „Smirnow“